# Sondergerät 104
Le Sondergerät 104 "Münchhausen" est un prototype de canon sans recul de calibre 355,6 mm développé à partir de 1939 en Allemagne et faisant partie des Sondergerät (Littéralement "Dispositif spécial" en allemand, dans ce cas "Armement spécial"). Il était destiné à être monté sous le fuselage d'avions tels que le Dornier Do 217 ou le Junkers Ju 288, pour engager les navires de la Royal Navy. Tout comme le Sondergerät 113, cet armement n'est pas entré service.

## Développement
En 1939, sur la base d'idées datant de la première guerre mondiale, le gouvernement allemand ordonna le développement d'un canon sans recul capable d'engager des cibles navales blindées. Ainsi Rheinmetall-Borsig commença le développement du Gerät 104, le "Dispositif 104", le nom de code "Münchhausen" lui fut plus tard donné. Il fut supposé que l'absence de recul d'un tel canon permettrait de le monter sur un avion.

### Essais
Après que des calculs vérifiant que le canon conçu n'avait effectivement pas de recul eurent été réalisés, les premiers essais furent effectués. Le canon fut monté sur un charriot sur lequel étaient aussi fixé un cockpit de Dornier Do 217 à l'avant et une queue du même appareil. Le samedi 19 octobre 1940 le premier test eut lieu. Lors de ce test, une charge explosive plus faible que celle prévue pour les combats fut utilisée, néanmoins la queue du Dornier Do 217 subit des déformations dues à l'onde de choc causée par l'éjection des gaz du canon,. Ces détériorations eurent lieu en deux points en particulier, le premier étant dû à un impact direct de l'onde de choc sur le fuselage, et le second dû à la réflexion de l'onde de choc sur le sol. Les tests se poursuivirent jusqu'en 1941 sans parvenir à faire disparaitre les problèmes de détérioration du fuselage lors du tir. À cause de ce problème et du développement de missile air-sol, le projet fut définitivement abandonné sans que des tests en vol ne soient effectués, puisque le canon aurait causé des dégâts considérés comme trop importants sur l'aéronef sur lequel il aurait été monté.

### Utilisation prévue
Le Gerät 104 était prévu pour être monté sur des avions pour attaquer des cibles navales. La technique d'assaut envisagée était la suivante : L'avion équipé du SG104 aurait, en arrivant sur la zone d'opération, entamé un piqué sur sa cible jusqu'à arriver à un angle compris entre 50° et 80° par rapport à l'horizontale, et aurait tiré d'une altitude comprise entre 6000 et 2000 mètres. Le temps de vol du projectile se serait alors étalé de 16,0 secondes pour un tir à 50° depuis une altitude de 6000 mètres à 4,4 secondes pour un tir à un angle de 80° depuis une altitude de 2000 mètres. La vitesse lors de l'impact se serait échelonnée entre 449 et 468 mˑs-1

## Données techniques

### Gerät 104a
Les données techniques du canon Gerät 104a sont les suivantes :
- Calibre : 355,6 mm
- Vitesse à la bouche : 300 m s−1
- Masse du projectile : 700 kg
- Pression maximale du gaz : 2 100 kg cm−2
- Pression moyenne du gaz : 1 117 kg cm−2
- Masse du canon à vide : 2 780 kg
- Masse de la cartouche : 1 457 kg
- Masse du canon chargé : 4 237 kg